# San Juan Teposcolula
San Juan Teposcolula là một đô thị thuộc bang Oaxaca, México. Năm 2005, dân số của đô thị này là 1344 người.